# Dialetto valsesiano
Il valsesiano (nome nativo valsesian) è un dialetto appartenente alla lingua piemontese parlato in Valsesia (provincia di Vercelli).
A quasi un secolo dalla sua stesura, il principale testo di riferimento, pubblicato nel 1918, resta la descrizione dello svizzero Teofilo Spoerri, Il dialetto della Valsesia, Rendiconti del reale Istituto Lombardo di Scienze e Lettere, II, 51, del 1918, pp. 391-409, 683-698, 732-752, ma sono di interesse anche le opere di Federico Tonetti, il particolare il Dizionario del dialetto valsesiano.

## Coniugazione dei verbi
- la prima persona singolare dei verbi termina in consonante: mi i parl (e non i parlo)
- la seconda persona singolare non termina in –s ma in e/i (ët parle, ët ei)
- il pronome verbale della seconda persona singolare non è it ma ët (pronunciato at)
- il pronome verbale della terza persona plurale non è a ma i (lor i parlo)
- l'ausiliare nei tempi composti è generalmente esse (essere) e non avèj (avere): mi i son parlà (anche se capita di sentire anche: mi j'heu parlà, che suona tuttavia piuttosto arcaico)
- le desinenze del futuro sono:

i fareu (i farö)
ët farai
a farà
i faroma
i farèi
i faran
- e desinenze dell'imperfetto per la prima e seconda coniugazione (parlé, voghe) sono:

i parleva (vogheva)
ët parleve
a parleva
i parlevo
i parleve
i parlevo
- per la terza coniugazione (dormì/dromì) abbiamo:

i dormiva
ët dormive eccetera.
- la negazione si esprime con mìa o not: I seu mìa e non i seu nen, e Sagrinte not.

## Sostantivi

### Esiti in –cc/gg
- lacc e non làit
- fregg, femm. frëggia invece di frèid/frèida

### Tendenza a ‘chiudere’ i sostantivi con una ‘o'
Nei casi seguenti:
- quadro, sucro invece di quàder, sùcher
- crussio, pròpio invece di crussi, pròpi
- formagio invece di formagg

### Plurale metafonetico
- man / men (o mèin)
- grand/grend

Questo tipo di plurale, scomparso in quasi tutto il Piemonte tranne che nei dialetti canavesani e biellesi, è piuttosto arcaico, per quanto ancora usato, soprattutto dai parlanti anziani. Alcune reliquie come an / agn anno / anni e i testi medievali mostrano che in passato era diffuso in tutta l'area piemontese, come per altro nelle altre parlate di tipo gallo-italico, tra le quali il bolognese e quello romagnolo, lo mantengono vigorosamente..

## Articoli
- Singolare: ël / la
- Plurale: ij per maschile e femminile

Sopravvivono le forme arcaiche:
- o, per il maschile singolare: S'o Sass (toponimo: lett. Sul sasso)
- ël, per il femminile plurale: ël mate (le ragazze)

## Fonetica
Il valsesiano ha conservato, assieme alle vallate limitrofe della Valle Sessera, dei suoni rappresentati graficamente con tc e dg, che si trovano in parole come vedgio (vecchio, vej in piemontese comune), petcio (pettine, pento), che non hanno riscontro nel piemontese letterario.

Anche questi suoni sono caduti in disuso nei centri principali, ma nelle località più piccole essere in grado di pronunciarli rappresenta una vera e propria patente di buon valsesiano.
Nel dialetto valsesiano la fonetica particolare dei segni graficamente rappresentati da "tc" e "dg" la troviamo ancora oggi nelle frazioni della città di Varallo Sesia (Parone, Crevola, Locarno) e pure nell'alta Valsesia.
La frase, scritta con la grafia semplificata che propone il Movimento Culturale " Comunità Nuova Piemontese" di Vercelli, "quadgiu" (caglio), furmadgiu ( formaggio ) batadgiu ( battacchio ) è ancora oggi la carta di identità degli abitanti delle su citate frazioni. Tuttavia la pronuncia delle vocali risulta più chiusa rispetto al piemontese letterario, a causa dell'influenza che il dialetto valligiano ha subito dalle maggiori affinità culturali e storiche con il novarese e l'ovest lombardo. La Sesia, vecchio confine con la Francia Napoleonica segna marcatamente le differenze fonetiche dialettali, pur rimanendo all'interno dei dialetti piemontesi. Infatti quello del Piemonte Orientale ha un accento più simile al lombardo che non al torinese, più affine invece ai dialetti di Biella e Vercelli.

## Tabella comparativa
La tabella è redatta in grafia piemontese per i tre dialetti piemontesi e in ortografia milanese classica per i due lombardi. Rappresentano entrambe il parlato.
- Coniugazioni

| Italiano              | Piemontese letterario (torinese) | Piemontese orientale (vercellese/biellese) | Valsesiano (di Valduggia)    | Novarese urbano           | Lombardo occidentale (milanese) |
| --------------------- | -------------------------------- | ------------------------------------------ | ---------------------------- | ------------------------- | ------------------------------- |
| essere                | esse                             | esse                                       | esse                         | vess                      | vess                            |
| io sono               | mi i son                         | mi i son                                   | mi i son                     | mi i son                  | mi son                          |
| tu sei                | ti t'ses                         | ti t'èi                                    | ti t'èi                      | ti t'è                    | ti te seet                      |
| egli è ella è         | chiel a l'é chila a l'é          | lu/cëll a l'é lé/cëlla a l'é               | cëll a l'é cëlla a l'é       | luu l'é lee l'é           | luu l'é lee l'é                 |
| noi siamo             | noi i soma                       | noi i soma                                 | nui i soma                   | nui soma                  | numm semm                       |
| voi siete             | voi i seve                       | voi i sèi                                  | vui i sèi                    | vui i sé                  | vialter siiv                    |
| essi sono             | lor a son                        | lor i son/lor i én                         | lor i én/lor i son           | lor hinn                  | lor hinn                        |
| avere                 | avèj                             | avèj                                       | avèighi                      | vegh                      | vegh                            |
| io ho                 | mi i l'hai                       | mi i j'heu                                 | mi i gh'heu                  | mi gh'heu                 | mi gh'hoo                       |
| tu hai                | ti tl'has                        | ti t'hèi                                   | ti ta gh'hèi                 | ti ta gh'hè               | ti te gh'heet                   |
| egli ha ella ha       | chiel a l'ha chila a l'ha        | lu/cëll a l'ha lé/cëlla a l'ha             | cëll al gh'ha cëlla la gh'ha | luu al gh'ha lee la gh'ha | lu al gh'ha lee la gh'ha        |
| noi abbiamo           | noi i l'oma                      | noi i j'oma                                | nui i gh'oma                 | nui gh'oma                | nialter gh'emm                  |
| voi avete             | voi i l'eve                      | voi i l'èi                                 | vui i gh'èi                  | vui gh'é                  | vialter gh'hiiv                 |
| essi hanno            | lor a l'hann                     | lor i j'han                                | lor i gh'han                 | lor i gh'han              | lor gh'hann                     |
| cantare               | canté                            | canté                                      | canté                        | cantà                     | cantà                           |
| io canto              | mi i canto                       | mi i cant                                  | mi i cant                    | mi canti                  | mi canti                        |
| tu canti              | ti it canti                      | ti it canti                                | ti ta canti                  | ti ta canti               | ti te cantet                    |
| egli canta ella canta | chiel a canta chila a canta      | lu/cëll al canta lé/cëlla a canta          | cëll al canta cëlla a canta  | luu al canta lee la canta | luu el canta lee la canta       |
| noi cantiamo          | noi i cantoma                    | noi i cantoma                              | nui i cantoma                | nui i cantoma             | nialter a càntom                |
| voi cantate           | voi i cante                      | voi i cante                                | vui i cante                  | vui i canté               | vialter cantiiv                 |
| essi cantano          | lor a canto                      | lor i canto                                | lo i canto                   | lor i càntan              | lor i cànten                    |

- Sintassi/morfologia

| Italiano         | Piemontese letterario (torinese) | Piemontese orientale (vercellese/biellese) | Valsesiano (di Valduggia)         | Novarese urbano  | Lombardo occidentale (milanese)           |
| ---------------- | -------------------------------- | ------------------------------------------ | --------------------------------- | ---------------- | ----------------------------------------- |
| io l'ho mangiata | mi i l'hai mangiàla              | mi i j'heu mangiàla                        | mi i son mangiàla                 | mi l'hoo mangiaa | mi l'hoo mangiada                         |
| io ero           | mi i j'era                       | mi i j'era                                 | mi i j'era                        | mi s'eva         | mi s'eri                                  |
| lui faceva       | chiel a fasìa                    | lu/cëll al fava/feja                       | cëll al fèiva                     | luu al faseva    | luu el faseva                             |
| i ragazzi        | Ij matòit                        | Ij matòcc                                  | Ij matòit                         | I matocc         | -                                         |
| Le donne         | Le fomne/Ël fomne                | Ij dòni                                    | Ij fombri                         | I doni           | I donn                                    |
| Questo non si fa | Sossì as fa nen                  | Sochì as fa nen(t)                         | Cioquì as fa not Cosquì as fa mia | Cos-chì s'fa mia | Quest chì se fa minga Chest chì se fa mia |
| Cosa fai?        | Co' t'fas? Lòn fas-to?           | Qué t'fai? Lòn it fai?                     | Qué t'fai?                        | Sa te fè?        | Sa te feet?                               |

- Fonetica/Lessico

| Italiano   | Piemontese letterario (torinese) | Piemontese orientale (vercellese/biellese) | Valsesiano (di Valduggia) | Novarese urbano | Lombardo occidentale (milanese) |
| ---------- | -------------------------------- | ------------------------------------------ | ------------------------- | --------------- | ------------------------------- |
| buonasera  | bon-a sèira                      | bon-a sèira                                | bon-a sèira               | bonna séra      | bona sera                       |
| candela    | candèila                         | candèila                                   | candèila                  | candéla         | candèla                         |
| bere       | bèive                            | bèive                                      | bèive                     | biv             | biv                             |
| questo     | cost/chëst                       | cost                                       | cost                      | cost            | quest/chest                     |
| quello     | col                              | col                                        | col                       | col             | quell/chell                     |
| qualcuno   | queidun                          | queidun                                    | queidun                   | queivun         | queivun                         |
| coltello   | cotel                            | cotel                                      | cortel                    | cortel          | cortel                          |
| una volta  | na vòta                          | na vòta                                    | na vòta                   | na vòlta        | na voeulta                      |
| cazzuola   | cassòla                          | cassòla                                    | cassòla                   | cassòla         | cassoeula                       |
| tutti      | tuti/tùit                        | tucc                                       | tucc                      | tucc            | tucc                            |
| fatto      | fàit                             | facc                                       | facc                      | fai             | fai                             |
| letto      | lét                              | lecc                                       | lecc                      | lett            | lett                            |
| voialtri   | vojàutri/vojàitr                 | vojacc                                     | vujacc/vujàitr            | vialtar         | vialter                         |
| alto       | àut                              | àut/jàut                                   | àut/jàut                  | alt             | alt                             |
| caldo      | càud                             | càud                                       | càud                      | cald            | cald                            |
| granoturco | melia                            | melia                                      | melga                     | melgon          | formenton                       |
| scalare    | rampié                           | rampié                                     | rampighé                  | rampigà         | rampegà                         |
| masticare  | mastié                           | mastié                                     | mastighé                  | mastigà         | mastegà                         |
| cuore      | cheur                            | cheur                                      | còr                       | coeur           | coeur                           |
| genero     | gënner                           | gënner                                     | gendro                    | gènar           | gèner                           |
| quadro     | quàder                           | quàder                                     | quadro                    | quàdar          | quàder                          |
| zucchero   | sùcher                           | sùcher                                     | sucro                     | sùcar           | zùcher                          |
| libro      | lìber                            | lìber                                      | libro                     | lìbar           | lìber                           |
| bravo      | brav ['braw]                     | brav ['braw]                               | brav ['brav]              | braf            | brao ['braw]                    |
| contare    | conté                            | cointé                                     | cunté                     | cuntà           | cuntà                           |
| aspettare  | speté                            | specé (speité)                             | specé (speité)            | spicià          | spicià                          |
| lavorare   | travajé                          | travajé                                    | lauré                     | lavrà           | lavorà                          |
| asino      | aso                              | aso                                        | aso                       | aso             | àsen                            |
| giovane    | giovo                            | giovo/gióan                                | giovno                    | gióvan          | gioven                          |
| settimana  | sman-a                           | sman-a                                     | sman-a                    | smanna          | setimana/salmana                |
| cipolla    | siola                            | siola/sigola                               | sigola                    | scigola         | scigola                         |
| sale       | sal                              | sal                                        | sal                       | saa             | saa                             |
| sole       | sol                              | sol                                        | sol                       | soo             | soo                             |
| madre      | mare                             | mari                                       | mari                      | maa             | mader                           |
| padre      | pare                             | pari                                       | pari                      | paa             | pader                           |
| mestolo    | cassul                           | cassul                                     | cassù                     | cassuu          | cazzuu                          |
| bottiglia  | bota                             | bota                                       | bota                      | botelia         | botelia                         |

- Numeri cardinali

| Varietà                    | 1   | 2   | 3    | 4      | 5     | 8    | 9     | 11     | 17     | 18      |
| -------------------------- | --- | --- | ---- | ------ | ----- | ---- | ----- | ------ | ------ | ------- |
| Piemontese di Torino       | un  | doi | trè  | quatr  | sinch | eut  | neuv  | óndes  | disset | disdeut |
| Piemontese Biella/Vercelli | jun | doi | trèi | quatr  | sinch | jeut | neuv  | óndes  | disset | disdeut |
| Valsesiano                 | jun | dui | tri  | quatro | cinch | vòt  | nòv   | vundes | dirset | disdòt  |
| Novarese urbano            | vun | duu | trii | quatar | cinch | vott | noeuf | vundas | darset | disdott |
| Milanese                   | vun | duu | trii | quater | cinch | vott | noeuf | vundes | darset | disdott |

- Giorni della settimana

| Varietà                    | Lunedì | Martedì | Mercoledì    | Giovedì | Venerdì | Sabato | Domenica |
| -------------------------- | ------ | ------- | ------------ | ------- | ------- | ------ | -------- |
| Piemontese di Torino       | Lùn-es | Màrtes  | Mërcol       | Giòbia  | Vënner  | Saba   | Dumìnica |
| Piemontese Biella/Vercelli | Lùn-es | Màrtes  | Mërcol       | Giòbia  | Vënner  | Saba   | Dumìnica |
| Valsesiano                 | Lùnes  | Màrtes  | Mërclo/Mërco | Giòbia  | Vendri  | Saba   | Dumenga  |

## Brano nel dialetto di Varallo
Il brano in questione è la nona novella del primo giorno del Decameron di Giovanni Boccaccio.
I dich duca che 'nt i temp del prim re 'd Cipri, dopo la conquista fatcia dla Tera Santa da Gotifredo di Buglione, l'è capitaa che 'na siora 'd Guascogna 'n pelegrinadgiu l'è naa al Sepulcru e, tornand da là, rivaa 'n Cipri, da vari baloiss la staitcia malament maltrataa. E du ciò chiela lumentandsi senza nciügna consolazion, l'ha pensaa da né porté i sui lumenti al re; ma l'è statci dicc che chiel l'era 'd vita 'nsì bassa e varu 'd bun che, nut soltant al vendicava nut con giustissia i dispressi di ait, ma nu soportava 'n'infinità du cui vilment faitc a chiel; 'd manera che chiunque al gh'eva quaich rüginu con chiel, a sa sfogava fandghi quaich dispressiu o quaich insült. Ciò sentend la fumna, disperaa dla vendeta, tant per sfoghé 'n poo la sua cica, l'ha pensaa 'd vorèi rimproveré la miseria du cul re; e, presentassi piangend dadnanz a chiel, l'ha parlaa paree: "Sior, mì i ven nuta a la tua presenza per vendeta ch'i speitcia 'd l'ingiüria ch'a m'è staitcmi faitcia: ma per veighnu 'na sodisfassion, mì ta pregh da mostrémi comé che tì at soporti culi chi sent chi vennu faitci a ti, perché mì i possa, 'mparand da tì soporté con pazienza la meia; la qual, 'l Signor lu sa, se, podend félu, la regalareia vantee a tì, dal moment ch'at i soporti paree ben"

 'L re, figna alora staicc peich e poltron, come ch'a 's disveghieissa da 'n sögn, cominciand da l'ingiüria faitcia a cula fumna, 'ch l'è staitcia fierament vendicaa, l'è diventaa severissimu persecutor da tüicc cui che, contra l'onor dla sua corugna, i essu cometüü quaicoss d'alora 'n pöi.